# Premi Emmy 1973
La cerimonia dei Premi Emmy 1973, nota retroattivamente come 25ª edizione dei Primetime Emmy Awards (25th Primetime Emmy Awards), si è tenuta  allo Shubert Theatre di Los Angeles (California) il 20 maggio 1973. 
La cerimonia fu presentata da Johnny Carson.

## Primetime Emmy Awards
Per le candidature, furono presi in considerazione i programmi trasmessi tra il 13 marzo 1972 e il 18 marzo 1973.

### Migliore serie televisiva drammatica
- Una famiglia americana (The Waltons)
- Cannon
- Colombo (Columbo)
- Hawaii Squadra Cinque Zero (Hawaii Five-0)
- Kung Fu
- Mannix

### Migliore serie televisiva comica o commedia
- Arcibaldo (All in the Family)
- M*A*S*H
- Mary Tyler Moore
- Maude
- Sanford and son

### Migliore nuova serie televisiva
- America
- Una famiglia americana
- Kung Fu
- M*A*S*H
- Maude
- The Julie Andrews Hour

### Migliore serie televisiva drammatica per il Daytime
- Ai confini della notte (The Edge of Night)
- The Doctors
- Il tempo della nostra vita (Days of Our Lives)
- Una vita da vivere (One Life to Live)

### Migliore attore in una serie drammatica
- Richard Thomas – Una famiglia americana
- David Carradine – Kung Fu
- Mike Connors – Mannix
- William Conrad – Cannon
- Peter Falk – Colombo

### Migliore attore in una serie comica o commedia
- Jack Klugman – La strana coppia (The Odd Couple)
- Alan Alda – M*A*S*H
- Carroll O'Connor – Arcibaldo
- Redd Foxx – Sanford and son
- Tony Randall – La strana coppia

### Migliore attore protagonista di una miniserie drammatica o comica
- Anthony Murphy – Tom Brown's Schooldays
- John Abineri – L'ultimo dei Moicani (The Last of the Mohicans)
- Philippe Leroy – La vita di Leonardo da Vinci

### Migliore attore protagonista di un film televisivo
- Laurence Olivier – Long Day's Journey Into Night
- Henry Fonda – La valle lunga (The Red Pony)
- Hal Holbrook – That Certain Summer
- Telly Savalas – Tenente Kojak il caso Nelson è suo (The Marcus-Nelson Murders)

### Migliore attrice in una serie drammatica
- Michael Learned – Una famiglia americana
- Linda Day George – Missione Impossibile (Mission: Impossible)
- Susan Saint James – McMillan e signora (McMillan & Wife)

### Migliore attrice in una serie comica o commedia
- Mary Tyler Moore – Mary Tyler Moore
- Beatrice Arthur – Maude
- Jean Stapleton – Arcibaldo

### Migliore attrice protagonista di una miniserie drammatica o comica
- Susan Hampshire – Vanity Fair
- Vivien Heilbron – The Moonstone
- Margaret Tyzack – Cousin Bette

### Migliore attrice protagonista di un film televisivo
- Cloris Leachman – Una vita tutta nuova (A Brand New Day)
- Lauren Bacall – Applause!
- Hope Lange – That Certain Summer

### Migliore attore non protagonista in una serie drammatica
- Scott Jacoby – That Certain Summer
- James Brolin – Marcus Welby
- Will Geer – Una famiglia americana

### Migliore attore non protagonista in una serie comica o commedia
- Ted Knight – Mary Tyler Moore
- Edward Asner – Mary Tyler Moore
- Gary Burghoff – M*A*S*H
- Rob Reiner – Arcibaldo
- McLean Stevenson – M*A*S*H

### Migliore attrice non protagonista in una serie drammatica
- Ellen Corby – Una famiglia americana
- Gail Fisher – Mannix
- Nancy Walker – McMillan e signora

### Migliore attrice non protagonista in una serie comica o commedia
- Valerie Harper – Mary Tyler Moore
- Sally Struthers – Arcibaldo
- Cloris Leachman – Mary Tyler Moore

### Migliore regia per una serie drammatica con tema o personaggi ricorrenti
- Kung Fu – Jerry Thorpe per l'episodio Occhio per occhio
- Colombo – Edward M. Abroms per l'episodio L'ultimo scacco matto
- Una famiglia americana – Lee Phillips per l'episodio The Love Story

### Migliore regia per un film televisivo
- Tenente Kojak il caso Nelson è suo (The Marcus-Nelson Murders) – Joseph Sargent
- Bambini in guerra (A War of Children) – George Schaefer
- That Certain Summer – Lamont Johnson

### Migliore regia per una serie comica o commedia
- Mary Tyler Moore – Jay Sandrich per l'episodio It's Whether You Win or Lose
- Arcibaldo – John Rich e Bob LaHendro per l'episodio The Bunkers and the Swingers
- M*A*S*H – Gene Reynolds per l'episodio pilota

### Migliore sceneggiatura per una serie drammatica
- Una famiglia americana – John McGreevey per l'episodio The Scholar
- Colombo – Steven Bochco per l'episodio Concerto con delitto
- Una famiglia americana – Earl Hamner per l'episodio The Love Story

### Migliore sceneggiatura originale per un film televisivo
- Tenente Kojak il caso Nelson è suo – Abby Mann
- Hawk (Hawkins on Murder) – David Karp
- That Certain Summer – Richard Levinson e William Link

### Migliore sceneggiatura per una serie comica o commedia
- Arcibaldo – Michael Ross, Bernard West e Lee Kalcheim per l'episodio The Bunkers And The Swingers
- M*A*S*H – Larry Gelbart per l'episodio pilota
- Mary Tyler Moore – Allan Burns e James L. Brooks per l'episodio The Good-Time News